# 萧策能
萧策能（1940年9月—），男，汉族，湖南长沙人，中华人民共和国政治人物，曾任海南省政协副主席，第九届全国政协委员。

## 家庭
父亲萧劲光。